# De Havilland Gipsy Major
de Havilland Gipsy Major også kaldet Gipsy IIIA er en firecylindret, luftkølet inverteret rækkemotor, der blev benyttet i mange lette fly fra 1930'erne, herunder den berømte Tiger Moth dobbeltdækker. Der er stadig mange Gipsy Major motorer, der driver veteranfly verden over.
Motorerne blev produceret af de Havilland i Storbritannien og af datterselskabet i Australien, de Havilland Australia. Australierne modificerede designet til engelske tommer i stedet for de oprindelige metriske mål.

## Design og udvikling
Motoren var en let modificeret Gipsy III, der igen var en de Havilland Gipsy motor modificeret til at køre inverteret, dvs. med cylindrene pegende nedad fra krumtaphuset. Dette tillod propelakslen en høj placering uden at cylindrene blokerede pilotens udsyn over flyets næse. Til at begynde med gav den inverterede konfiguration et højt olieforbrug (op til 4 pints eller 2.3 liter pr. time) som krævede hyppig opfyldning af den eksterne oliebeholder. Med tiden blev problemet løst med introduktionen af forbedrede stempelringe. I forhold til Gipsy III var Major let opboret, fra 114 til 118 mm diameter. Fra starten af produktionen i 1932, blev der totalt produceret 14615 Gipsy Major af alle versioner.

### Videreudvikling
I 1934 fik Geoffrey de Havilland behov for en kraftigere motor til hans to-motorede transportfly. Den firecylindrede Gipsy Major blev derfor videreudviklet til den sekscylindrede, 200 Hk kraftige Gipsy Six. I 1937 manglede der endnu mere ydelse i de nye D.H.91 Albatross fire-motorede transatlantiske postfly, og derfor blev to rækker Gipsy Six cylindre bygget sammen til een 525 Hk Gipsy Twelve 12-cylindret inverteret V-motor. I militær tjeneste blev Gipsy Twelve kendt under navnet Gipsy King og Gipsy Six som Gipsy Queen.
Starten af Anden verdenskrig betød et brutalt stop for al civil flyvning, og efter krigen havde de Havilland alt for travlt med de nye jetmotorer til at bruge ret meget tid på deres stempelmotorer. Men Gipsy'en var ikke nem at slå ihjel. I Canada blev Gipsy Major udvalgt som den bedste motor til DHC-1 Chipmunk-træneren, som senere erstattede Tiger Moth i RAF. På den tid var Gipsy Major allerede overskygget af Blackburn Cirrus Major i Storbritannien, og de Amerikanske Lycoming og Continental boksermotorer de fleste andre steder. I sin sidste turboladede version havde Gipsy Major fået 220 Hk (164 kW) og blev benyttet i helikoptere.
I 1945 blev Gipsy Major godkendt til en verdensrekord: 1500 timer mellem hovedeftersyn (TBO), og slog dermed sin egen tidligere rekord, der lød på 1260 timer mellem TBO, sat i 1943. 1000 timer mellem TBO var opnået allerede i 1938.

## Varianter
Gipsy Major I
Gipsy Major ICHøjere kompression (6:1) og højere omdrejningstal til racerbrug.
Gipsy Major IDBrændstofpumpe tilføjet, plus afskærmede tændingskabler og en choker.
Gipsy Major IFTopstykke af aluminium, 5.25:1 kompressionsforhold.
Gipsy Major IIStilbar propel.
Gipsy Major 7Militær version af Gipsy Major 1D, forøget omdrejningstal under stigning.
Gipsy Major 8Natriumkølede udstødningsventiler og patronstarter for DHC-1 Chipmunk.
Gipsy Major 10Elektrisk starter.
Gipsy Major 30Større redesign, boring og slaglængde forøget. 6.5:1 kompressionsforhold.
Gipsy Major 50Turboladet. 197 Hk.
Gipsy Major 200Designet til lette helikoptere. 200 Hk.
Gipsy Major 215Turboladet helikopter motor. 220 Hk.
Alfa Romeo 110Alfa Romeo licensproduktion
de Havilland L-375-1US militær betegnelse for Gipsy Major I
IAR 4GIIAR licensfremstillet i Rumænien

## Anvendelse
Listen er fra Lumsden medmindre andet er anført.
- Airspeed Ferry
- AISA I-115
- Arrow Active
- Auster Aiglet
- Auster Autocar
- Auster Autocrat
- Beagle Terrier
- Boulton Paul P.92
- British Aircraft Cupid[9]
- British Aircraft Eagle
- British Aircraft Double Eagle
- Blackburn B-2
- Chrislea Super Ace
- Comper Mouse
- Comper Streak
- Comper Swift
- De Bruyne Snark
- de Havilland Dragon
- de Havilland Dragonfly
- de Havilland Australia DHA-3 Drover
- De Havilland Canada DHC-1 Chipmunk
- de Havilland Fox Moth
- de Havilland Hornet Moth
- de Havilland Leopard Moth
- de Havilland Moth Major
- de Havilland Puss Moth
- de Havilland Tiger Moth
- de Havilland T.K.2
- de Havilland T.K.4
- Elliotts Newbury Eon
- Fairey Primer
- Foster Wikner Wicko
- General Aircraft Cygnet Major
- General Aircraft Monospar
- Handley Page Manx
- Hirtenberg HS.9
- Ikarus Aero 2
- Koolhoven F.K.43
- Koolhoven FK.47[10]
- Koolhoven F.K.54[11]
- Miles Aerovan
- Miles Falcon Major
- Miles Gemini
- Miles Hobby
- Miles Hawk Trainer
- Miles M.35 Libellula
- Miles M.39B Libellula
- Miles Magister
- Miles Mercury
- Miles Messenger
- Miles Minor
- Miles Monarch
- Miles Sparrowhawk
- Miles Whitney Straight
- Percival Gull Major
- Reid and Sigrist Desford
- Rogozarski SIM-X
- RWD-5bis
- RWD-19
- Saab 91 Safir
- SAI KZ IV
- Saunders-Roe Skeeter
- Spartan Cruiser
- Stampe SV.4
- Thruxton Jackaroo
- VL Viima

## Overlevende eksemplarer
Mange Gipsy Major motorer er stadig i tjeneste verden over, det præcise tal er ukendt. For eksempel, alene i Storbritannien er der ca. 175 de Havilland Tiger Moth registreret i Civil Aviation Authority's register i September 2011.
Alene i Danmark er der registreret 13 Tiger Moth og 21 Chipmunk.
Ikke alle flyene i UK og Danmark er flyvedygtige.

## Udstillede motorer
Der er Gipsy Major motorer udstillet på følgende museer:
- de Havilland Aircraft Heritage Centre
- Fleet Air Arm Museum
- Shuttleworth Collection
- Royal Air Force Museum Cosford

## Specifikationer (Gipsy Major I)
Reference = "Jane's 1989"
- type = 4-cylindret luftkølet inverteret række-flymotor
- boring = 4.646 in (118 mm)
- slaglængde = 5.512 in (140 mm)
- slagvolumen = 373.7 in³ (6.124 L)
- længde = 48.3 in (1227 mm)
- bredde = 20.0 in (508 mm)
- højde = 29.6 in (752 mm)
- vægt = 300 lb (136 kg) Mk 1F to 322 lb (146 kg) Mk 1D
- ventiler = topventiler m. stødstænger
- karburator = Hobson A.I.48 H3M (Mk 1C og Mk 7) eller H1M (øvrige modeller)
- oliesystem = Tør sump, tandhjulspumpe
- køling = luftkølet
- effekt = 122 Hk ved 2,100 omdrejninger, 145 Hk (108 kW) ved 2,550 omdrejninger
- specifik effekt = 0.39 hp/in³ (17.6 kW/L)
- kompression = 5.25:1 (Mk 1 og 1F) eller 6.0:1 (øvrige modeller)
- forbrug = 6.5 til 6.75 gallons i timen (28.4 til 30.7 liter i timen) ved 2,100 omdrejninger
- olieforbrug = 1.75 pints (0.99 L) pr. time
- effekt/vægt = 0.48 Hk/lb (0.78 kW/kg)